# Sarntalské Alpy

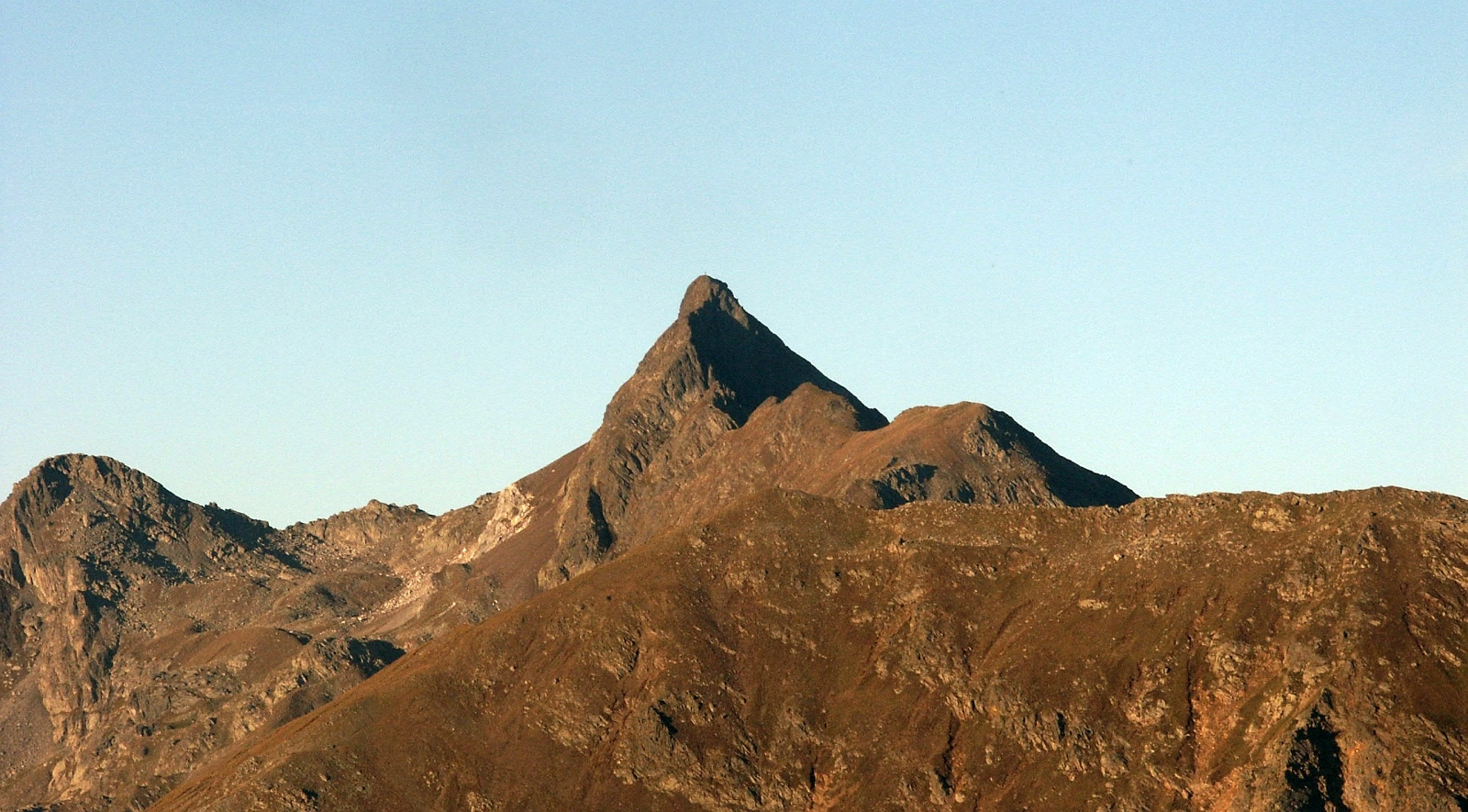
Sarntaler Weißhorn (Corno Bianco)

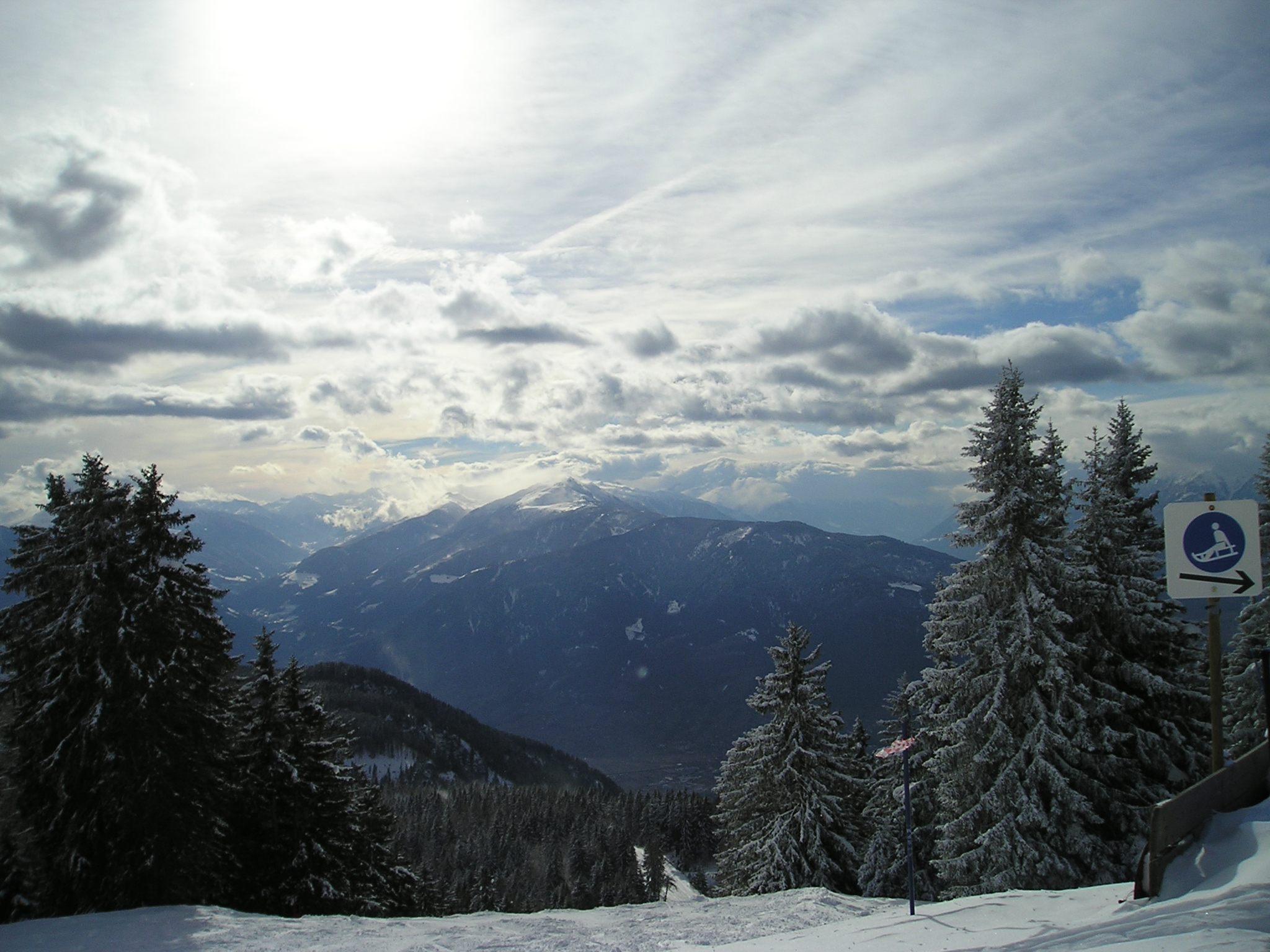
Pohled na vrchol Ifinger

Sarntalské Alpy (italsky Alpi Sarentine) jsou pohoří ležící v severní Itálii v autonomní provincii Bolzano. Mezi českou turistickou veřejností patří tyto hory mezi méně známé a tudíž také zřídka kdy navštěvované. Zejména blízkost populárních vysokých masivů Alp má za následek menší počet návštěvníků. Svým charakterem lze pohoří přirovnat k Vysokým Tatrám. Nejvyšším vrcholem je Hirzer (Punta Cervina, 2781 m) ležící v západní části území.

## Poloha
Rozloha tohoto horského celku činí pouhých 1 150 km². Pohoří se nachází na západ od Dolomit, od nichž je odděluje údolí řeky Eisack mezi městy Bressanone a Bolzano. Na severovýchodě, v horní části údolí Eisacktal mezi městy Bressanone a Vipiteno, sousedí toto pohoří s Zillertalskými Alpami. Na západě je pohoří odděleno od Ötztalských Alp údolím Passeiertal, od Stubaiských Alp na severozápadě údolím Jaufental vedoucím do sedla Jaufenpass (2099 m). Na jihozápadě odděluje Sarntalské Alpy od skupiny Ortles údolí řeky Adiže s městem Meranem. Na jihu spadají hory do Bolzanské plošiny, kde krátkým úsekem sousedí s Fleimstalskými Alpami.

## Geologie
Pohoří sestává převážně z pásma tmavých křemenných fylitů. Bolzanská porfyrová plošina tvoří další významnou část na jihu horstva. Je tvořena tvrdými načervenalými permskými vyvřelinami.

## Geografie
Doliny Val di Pennes a Val Sarentino (Sarntal) rozdělují téměř přesně ve středu pohoří na dva celky – východní a západní masiv. Charakter hor je typický pro Centrální krystalické Alpy. Žulové štíty střídající se travnatými svahy a holé, místy skalnaté hřebeny.

### Členění
- Tschögglberg (Kreuzjoch, 2086 m)
- Ritten (Villanderer Berg, 2509 m)
- skupina Hirzer (Hirzer Spitze, 2781 m)
- skupina Tramin (Jakobsspitze 2742 m)
- hřeben Gentersberg (Mutnelle, 2657 m)
- skupina Kassian (Kassianspitze, 2581 m)
- skupina Weißhorn (Weißhorn/Corno Bianco 2705 m)

### Vrcholy
- Hirzer Spitze (2781 m)
- Alplerspitz (2752 m)
- Hochwart (2746 m)
- Jakobsspitze (2742 m)
- Tagewaldhorn (2708 m)
- Corno Bianco (2705 m)
- Alplattspitze (2675 m)
- Kassianspitze (2581 m)
- Ifinger (2581 m)
- Karspize (2517 m)
- Königsangerspitze (2439 m)
- Radelspitze (2422 m)
- Karnspitze (2412 m)
- Rittner Horn (2260 m)

## Turismus
Pro turisty je zde postaveno na 25 horských chat a hustá síť značených chodníků, vedoucích i do nejvyšších pater pohoří. Přes dobrou komunikační dostupnost (do hor vede řada silnic do značných výšek) je pohoří turisticky poměrně opuštěné. Svým charakterem je vhodné pro vícedenní přechody hřebenů a stává se rájem pro milovníky trekingu.

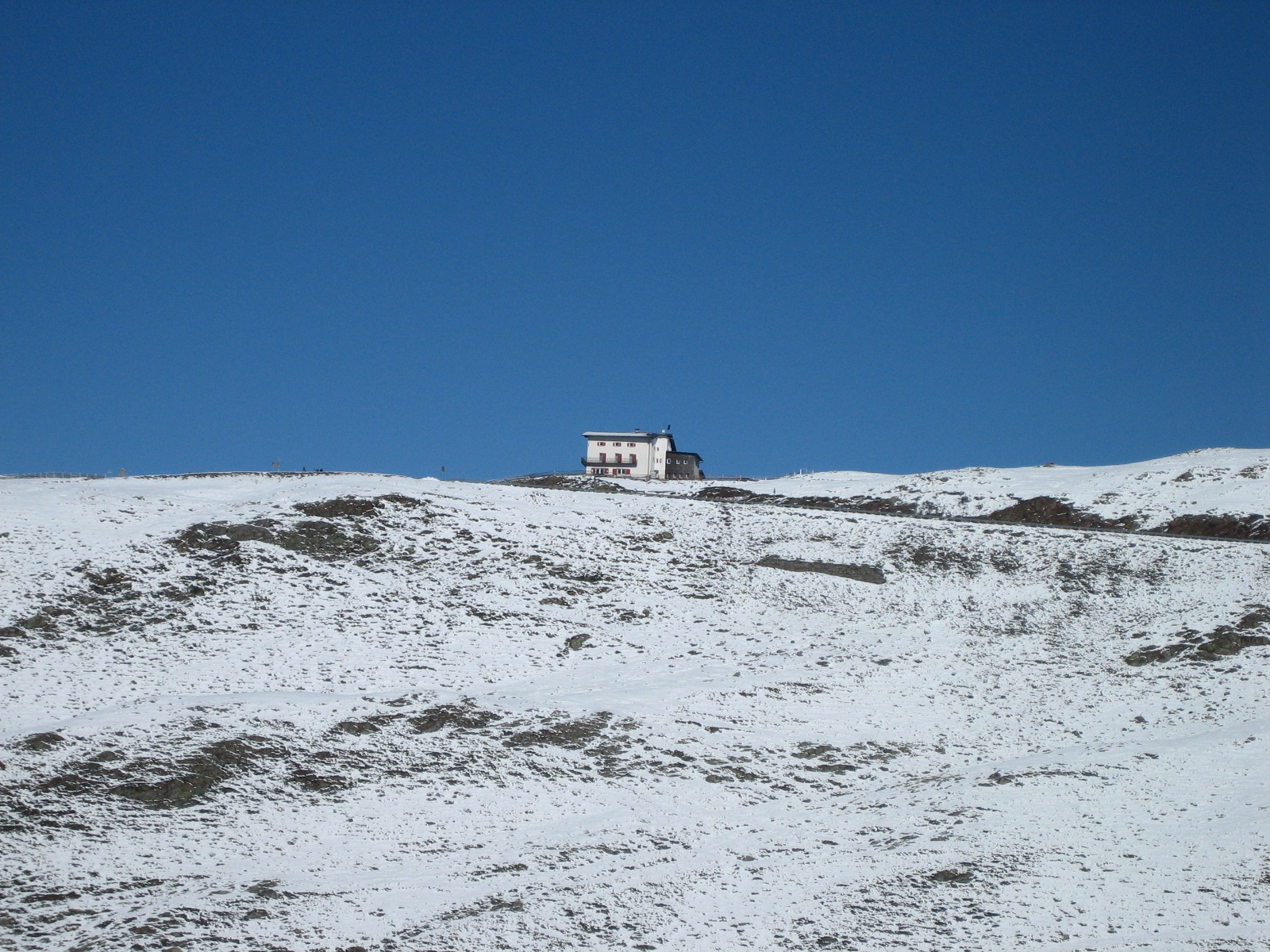
Hostinec Alpenrosenhof v sedle Penser Joch

### Chaty
- Penser-Joch-Haus (2215 m, přímo v sedle Penser Joch)
- Flaggerschartenhütte (2481 m, také Marburger Hütte, vlastníkem je CAI)
- Radlseehütte (2284 m, ve vlastnictví spolku Alpenverein)
- Klausener Hütte (1923 m, ve vlastnictví CAI)
- Latzfonser-Kreuz-Hospiz (2311 m)
- Rittner-Horn-Haus (2261 m, vlastníkem je CAI)